# Bruno Paquelier
Bruno Paquelier est un auteur français de littérature jeunesse né le 24 janvier 1963 à Châteaurenaud en Saône-et-Loire,. Il vit désormais près de Dijon, à Chevigny-Saint-Sauveur. Il est également professeur de lettres en collège depuis plus de 30 ans.

## Œuvres
Son premier roman s'intitule Habib Diarra Champion du monde. La sortie du roman, dans lequel un joueur franco-malien s'apprête à transformer son tir au but en finale de Coupe du monde de football, a en effet concordé avec l'actualité sportive. En 2006, la France perdait en finale contre l'Italie. Traitant du racisme dans le football, la LICRA l'a récompensé de la Licra d'Or. En juin 2006, il est également l'invité de Denis Cheissoux sur France Inter, pour L'as-tu lu, mon p'tit loup ?, seule émission à se consacrer depuis 25 ans à la littérature jeunesse. Il est régulièrement reçu dans les salons littéraires d'envergure[réf. nécessaire].
Bruno Paquelier a ensuite publié six romans, dont La maison de la Tondue, Les sans-Papys (Prix Chronos 2010, et Prix Littéraire de la Citoyenneté 2009/10), et Tous les matins, je regarde passer les filles (Prix Cétalire 2011). Tous ses romans traitent de près ou de loin de la xénophobie et du racisme, de l'identité, et prônent la connaissance et le sport comme moyens d'émancipation et de tolérance.[réf. nécessaire]
Son roman Cours, Hana! en est le meilleur exemple[réf. nécessaire]. Il raconte le parcours d'une jeune Syrienne fuyant la guerre, réfugiée à Lyon, et recrutée par l'équipe féminine de l'Olympique lyonnais. Son talent footballistique la contraint de choisir son équipe nationale, entre celle de sa terre natale, et celle de sa terre d'accueil.
Certains de ses romans font partie des programmes de l'Éducation nationale. C'est notamment le cas de La maison de la Tondue, étudié en histoire au collège[réf. nécessaire] pour évoquer le sort des femmes ayant fréquenté de trop près les soldats allemands. Toute l'œuvre de Bruno Paquelier a été l'objet de critiques littéraires[réf. nécessaire], notamment par Choisir un livre, un des rares acteurs de la critique de littérature jeunesse.

## Prix et sélections
- Licra d'Or 2007 - Prix remis par la LICRA, pour Habib Diarra champion du monde
- Prix des écoliers de Rillieux-la-Pape 2008, pour Habib Diarra champion du monde
- Sélection pour le prix Ruralivres 2009, pour La maison de la Tondue
- Prix Chronos 2010 - catégorie CM - 1er pour le vote adulte et 3e pour le vote enfant, pour Les sans-Papys
- Prix Littéraire de la Citoyenneté 2009/10, pour Les sans-Papys
- Sélection pour le prix de l'Estuaire 2009/10, pour Le Meilleur des Dictateurs
- Prix Cétalire 2011, pour Tous les matins, je regarde passer les filles
- Prix du Conseil municipal junior de la vile de Châteauroux 2011, pour Tous les matins, je regarde passer les filles
- Sélection prix des montagnes d'Auvergne 2011, pour Des Bleus sur liste noire
- Sélection prix Romanphiles 2014/15, Grenoble, pour L'œil de Maracanã
- Lauréat prix du Jeune Poisson 2015, collège de Pithiviers, pour L'œil de Maracanã
- Sélection pour le prix Marguerite Audoux des collèges 2016, pour L'œil de Maracanã
- Lauréat du prix littéraire des écoliers de Rillieux-la-Pape 2022, pour Cours, Hana!
- Lauréat du prix " Au fil des pages" de Bréhal 2022[10], pour Cours, Hana!